# Republikanische Genossenschaft

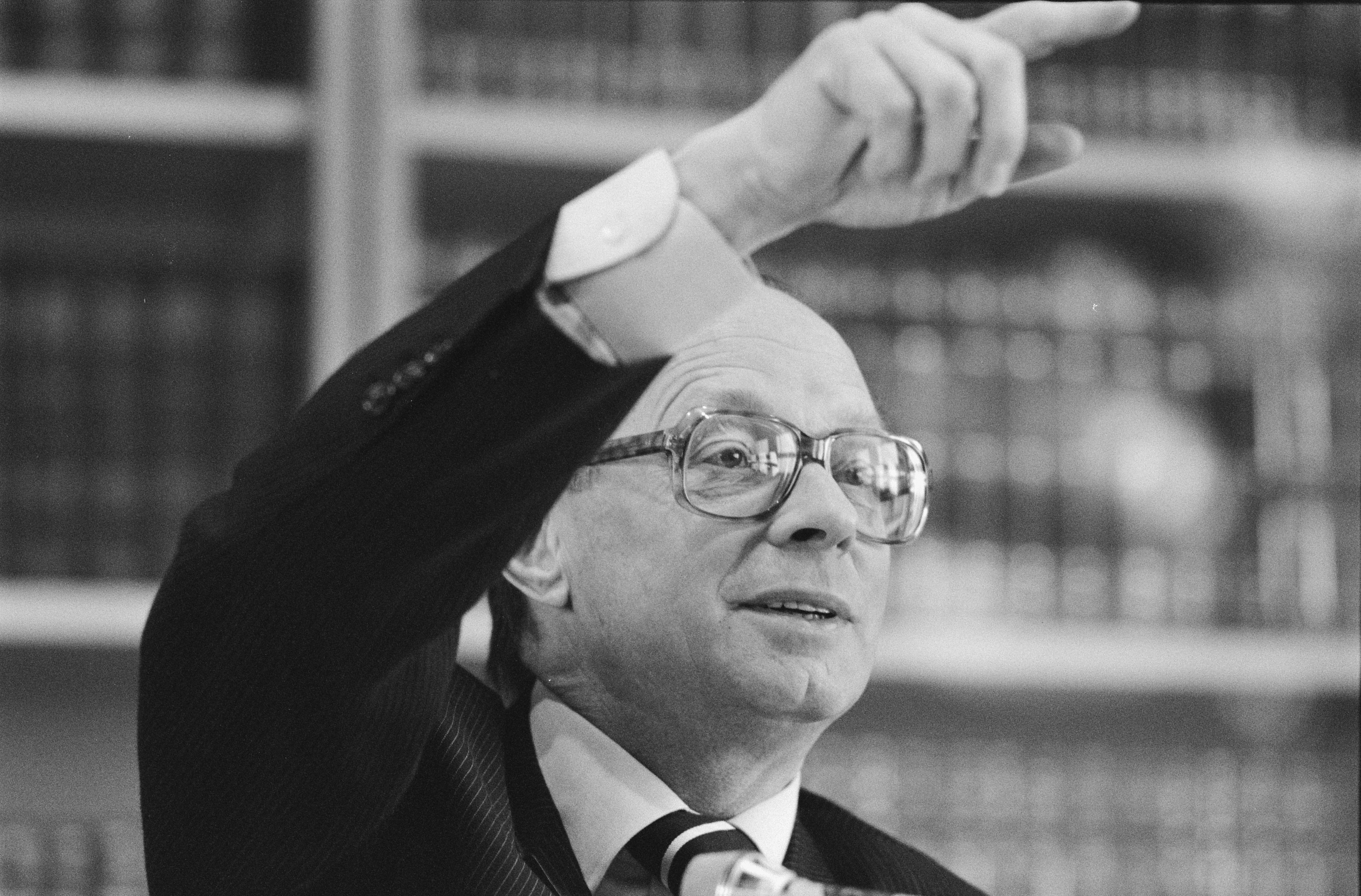
Initiativgeber Pierre Vinken, April 1989

Die Republikeins Genootschap (niederländisch Republikeins Genootschap (RG)) ist eine niederländische politische Bewegung mit dem Ziel der Abschaffung der Monarchie.
Sie wurde auf Initiative von Pierre Vinken am 11. September 1996 im Prinsenhof in Delft gegründet. Die Genossenschaft hat keinen Statut. Anders als die Nieuw Republikeins Genootschap, die sich im Januar 1998 von ihr abgespaltet hat, möchte sie ihre Ziele nicht durch Aktionismus durchsetzen.
Mitglied wird man nur durch Kooptation, bekannte Mitglieder sind bzw. waren Pim Fortuyn, Anton van Hooff, Theo van Gogh, Leon de Winter, Karel Glastra van Loon, Jan Timman, Ellen ten Damme und Huub Stapel.